# ابو سیلاه
ابو سیلاه در عمان است که در ad dhahirah region واقع شده‌است.